# بايرون بيلي
بايرون بيلي (بالإنجليزية: Byron Bailey)‏ هو لاعب كرة القدم الكندية أمريكي، ولد في 12 أكتوبر 1930 في أوماها في الولايات المتحدة، وتوفي في 18 يناير 1998 في Winfield, British Columbia ‏ في كندا.

## وصلات خارجية
- بايرون بيلي على موقع مرجع كرة القدم المحترفة.كوم (الإنجليزية)